# Деуолд (тауншип, Миннесота)
Деуолд (англ. Dewald) — тауншип в округе Ноблс, Миннесота, США. На 2000 год его население составило 291 человек.

## География
По данным Бюро переписи населения США площадь тауншипа составляет 93,3 км², из которых 93,3 км² занимает суша, водоёмов нет.

## Демография
По данным переписи населения 2000 года здесь находились 291 человек, 103 домохозяйства и 86 семей.  Плотность населения —  3,1 чел./км².  На территории тауншипа расположено 109 построек со средней плотностью 1,2 построек на один квадратный километр. Расовый состав населения: 98,97 % белых, 0,69 % азиатов, 0,34 % — других рас США. Испанцы или латиноамериканцы любой расы составляли 1,37 % от популяции тауншипа.
Из 103 домохозяйств в 38,8 % воспитывались дети до 18 лет, в 77,7 % проживали супружеские пары, в 1,0 % проживали незамужние женщины и в 16,5 % домохозяйств проживали несемейные люди. 15,5 % домохозяйств состояли из одного человека, при том 5,8 % из — одиноких пожилых людей старше 65 лет. Средний размер домохозяйства — 2,83, а семьи — 3,17 человека.
28,9 % населения младше 18 лет, 5,2 % в возрасте от 18 до 24 лет, 26,8 % от 25 до 44, 25,8 % от 45 до 64 и 13,4 % старше 65 лет. Средний возраст — 40 лет. На каждые 100 женщин приходилось 112,4 мужчин.  На каждые 100 женщин старше 18 приходилось 120,2 мужчин.
Средний годовой доход домохозяйства составлял 40 625 долларов, а средний годовой доход семьи —  41 875 долларов. Средний доход мужчин —  30 313  долларов, в то время как у женщин — 24 375. Доход на душу населения составил 18 814 долларов. За чертой бедности находились 7,6 % семей и 10,1 % всего населения тауншипа, из которых 10,9 % младше 18 и 20,0 % старше 65 лет.